# 星毛糖芥
星毛糖芥（学名：Erysimum odoratum）为十字花科糖芥属下的一个种。

## 扩展阅读
- 維基物種上的相關：星毛糖芥